# Enric Llansana
Enric Llansana Beuse (Cambrils, 12 april 2001) is een Spaans-Nederlands voetballer die doorgaans als middenvelder  speelt. In juni 2025 verruilde Llansana Go Ahead Eagles voor RSC Anderlecht.

## Clubcarrière

### Jong Ajax
Enric Llansana speelde in de jeugd van VPV Purmersteijn. Vanwege zijn talent besloot deze vereniging hem niet nog een jaar in de E-pupillen te laten spelen, maar alvast in de D'tjes te plaatsen. Daar viel hij ook meteen op en vertrok 2012 naar de jeugd van AFC Ajax. Hij debuteerde voor Jong Ajax in de Eerste divisie op 25 maart 2019, in de met 3-3 gelijkgespeelde thuiswedstrijd tegen Jong FC Utrecht. Op 14 maart 2021 zat Llansana voor het eerst op de bank bij het eerste elftal van Ajax, een debuut op die dag bleef uit. Hij speelde uiteindelijk 59 wedstrijden voor Jong Ajax, waarin hij viermaal scoorde, maar maakte nooit zijn debuut in het eerste.

### Go Ahead Eagles
Op 22 juni 2022 werd bekendgemaakt dat Llansana de overstap maakte van Ajax naar Go Ahead Eagles. In Deventer tekende hij voor vier jaar. Hij maakte op 7 augustus tegen AZ zijn debuut voor Go Ahead Eagles.

## Clubstatistieken
| Seizoen         | Club            | Land               | Competitie      | Competitie | Competitie | Beker | Beker | Internationaal | Internationaal | Overig | Overig | Totaal | Totaal |
| Seizoen         | Club            | Land               | Competitie      | Wed.       | Dlp.       | Wed.  | Dlp.  | Wed.           | Dlp.           | Wed.   | Dlp.   | Wed.   | Dlp.   |
| --------------- | --------------- | ------------------ | --------------- | ---------- | ---------- | ----- | ----- | -------------- | -------------- | ------ | ------ | ------ | ------ |
| 2018/19         | Jong Ajax       | Vlag van Nederland | Eerste divisie  | 1          | 0          | 0     | 0     | 0              | 0              | 0      | 0      | 1      | 0      |
| 2019/20         | Jong Ajax       | Vlag van Nederland | Eerste divisie  | 3          | 0          | 0     | 0     | 0              | 0              | 0      | 0      | 3      | 0      |
| 2020/21         | Jong Ajax       | Vlag van Nederland | Eerste divisie  | 33         | 3          | 0     | 0     | 0              | 0              | 0      | 0      | 33     | 3      |
| 2021/22         | Jong Ajax       | Vlag van Nederland | Eerste divisie  | 24         | 1          | 0     | 0     | 0              | 0              | 0      | 0      | 24     | 1      |
| Club totaal     | Club totaal     | Club totaal        | Club totaal     | 61         | 4          | 0     | 0     | 0              | 0              | 0      | 0      | 61     | 4      |
| 2022/23         | Go Ahead Eagles | Vlag van Nederland | Eredivisie      | 21         | 0          | 2     | 0     | 0              | 0              | 0      | 0      | 23     | 0      |
| 2023/24         | Go Ahead Eagles | Vlag van Nederland | Eredivisie      | 27         | 2          | 1     | 0     | 0              | 0              | 0      | 0      | 28     | 2      |
| 2024/25         | Go Ahead Eagles | Vlag van Nederland | Eredivisie      | 33         | 4          | 5     | 0     | 1              | 0              | 0      | 0      | 39     | 4      |
| Club totaal     | Club totaal     | Club totaal        | Club totaal     | 81         | 6          | 8     | 0     | 1              | 0              | 0      | 0      | 90     | 6      |
| Carrière totaal | Carrière totaal | Carrière totaal    | Carrière totaal | 142        | 10         | 8     | 0     | 1              | 0              | 0      | 0      | 151    | 10     |

Bijgewerkt op 7 juni 2025.

## Erelijst

### Go Ahead Eagles
KNVB Beker:
- Winnaar (1): 2024/25